# Salix gordejevii
Salix gordejevii är en videväxtart som beskrevs av Yui Liang Chang och Skvortsov. Salix gordejevii ingår i släktet viden, och familjen videväxter. Inga underarter finns listade i Catalogue of Life.